# Abdulrahman Ben Yezza
Abdulrahman Ben Yezza (arabisch عبد الرحمن بن يزة, DMG ʿAbd ar-Raḥmān b. Yazza) ist ein libyscher Politiker und Manager.

## Leben
Ben Yezza war vor dem Bürgerkrieg in Libyen Manager im italienischen Erdölunternehmen Eni. Zuvor arbeitete er im libyschen Unternehmen National Oil Corporation im Politischen System unter Muammar al-Gaddafi.
Seit 22. November 2011 ist Ben Yezza als Nachfolger von Ali Tarhouni im Regierungskabinett von Abdel Rahim el-Kib Erdölminister.